# Louisa Aldrich-Blake

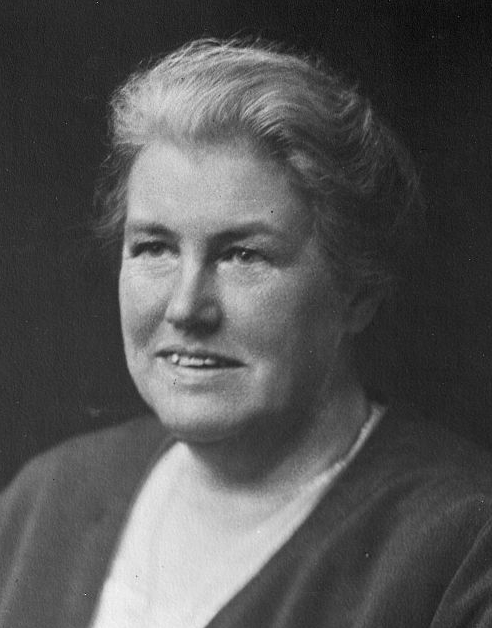
Louisa Aldrich-Blake

Dame Louisa Brandreth Aldrich-Blake DBE (* 15. August 1865 in Chingford, Essex; † 28. Dezember 1925 in Welsh Bicknor, Herefordshire) war eine bahnbrechende britische Chirurgin und eine der ersten britischen Frauen, die in die Welt der modernen Medizin eintraten.
Louisa Aldrich-Blake machte 1893 ihren Abschluss in Medizin am Royal Free Hospital. Sie war die erste britische Frau, die einen Master of Surgery erwarb und war 1910 bereits eine führende Chirurgin. Während des Ersten Weltkriegs meldete sie sich freiwillig zum medizinischen Militärdienst. Sie war eine der ersten, die Rektum- und Gebärmutterhalskrebs operierte. In Anerkennung ihres Engagements und ihrer Leistungen wurde am Tavistock Square in London eine Statue von ihr errichtet. Der Standort dieser Statue befindet sich in der Nähe ihrer Alma Mater.

## Jugend und Ausbildung
Louisa Aldrich-Blake wurde in Chingford, Essex (heute London Borough of Waltham Forest), als älteste Tochter des Kurators Rev. Frederick James Aldrich-Blake und seiner Frau Louisa Blake Morrison geboren. Während ihrer Kindheit zog sie mit ihrer Familie nach Welsh Bicknor in Herefordshire, wo sie bis zu ihrem Tod wohnte. Während ihrer gesamten Laufbahn war Aldrich-Blake mit dem Elizabeth Garrett Anderson Hospital in London, verbunden, wo sie 1910 leitende Chirurgin wurde.

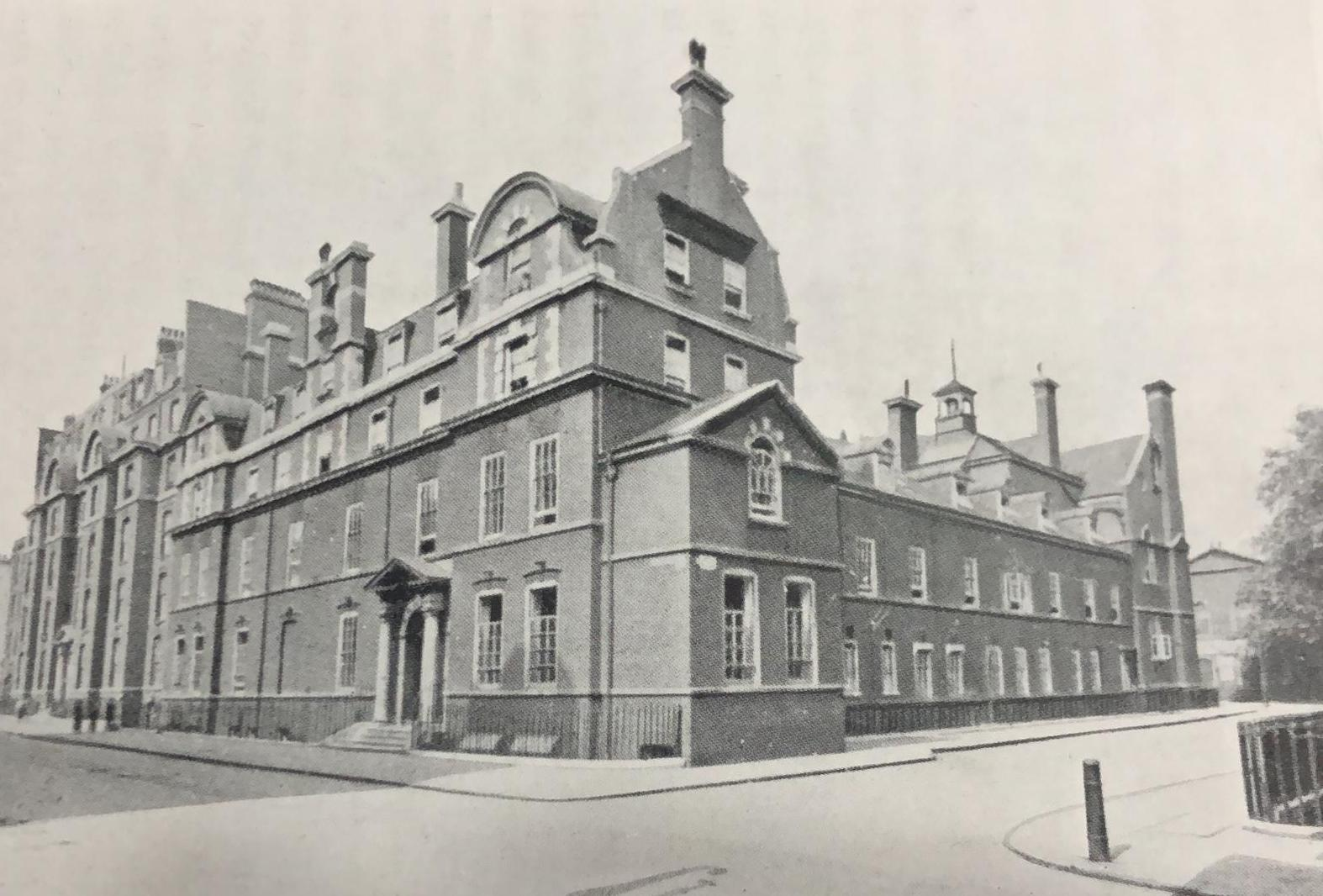
Die London (Royal Free Hospital) School of Medicine for Women in der Hunter Street in London (1874).

Aldrich-Blake begann ihre Schulausbildung am „Cheltenham Ladies’ College“ (CLC). Sie schloss ihr Studium an der „London School of Medicine for Women“ (LSMW) 1894 mit der Auszeichnung als Bachelor of Surgery, Bachelor of Medicine und Doctor of Medicine ab. Anschließend erwarb sie an der University of London höhere Abschlüsse in Medizin und Chirurgie und wurde die erste britische Frau, die den Grad eines Master of Surgery erlangte.

## Karriere

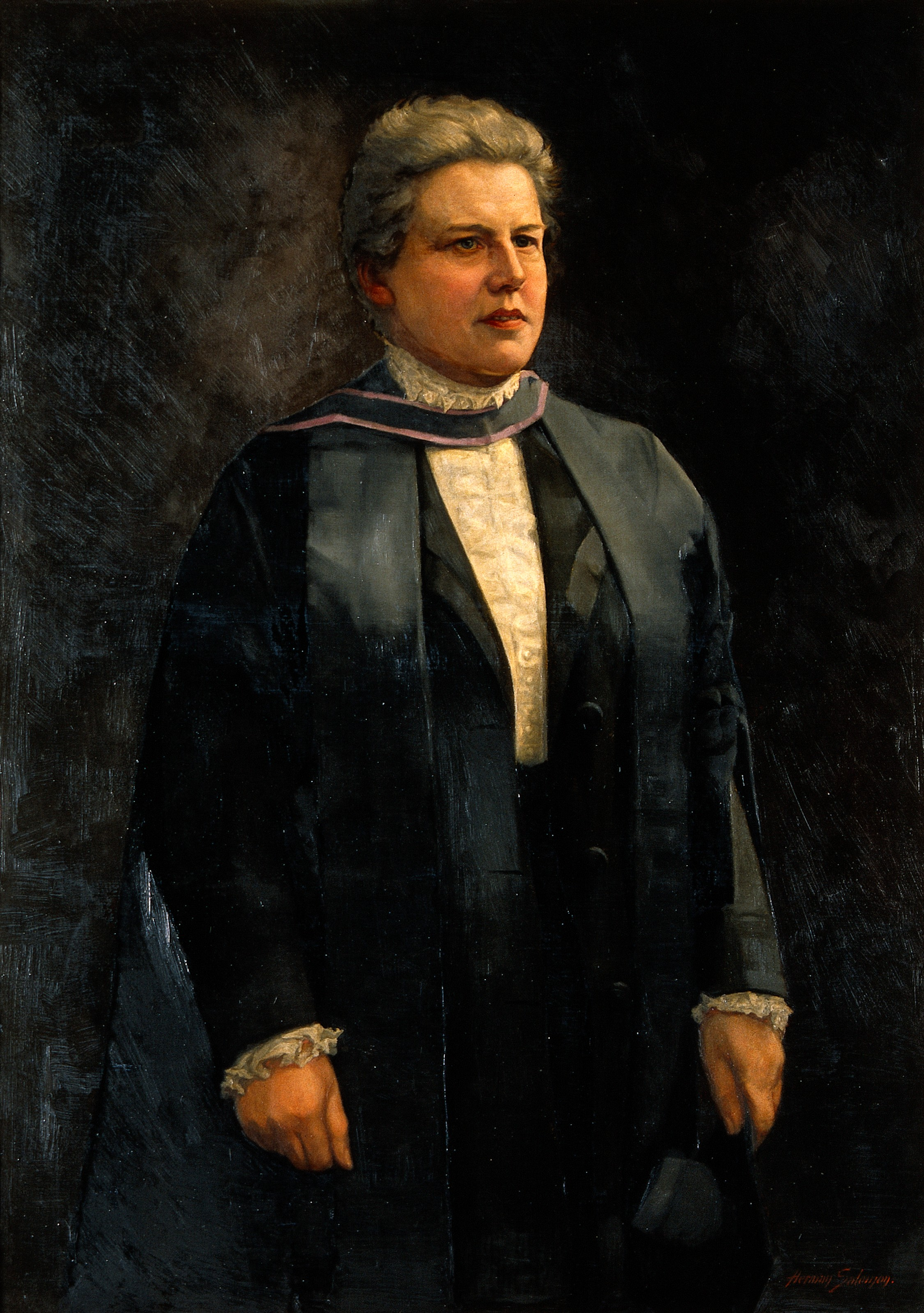
Louisa Brandreth Aldrich-Blake, Porträt von Harry Herman Salomon im Auftrag von Henry Wellcome

Die frisch ausgebildete Aldrich-Blake begann ihre Arbeit am New Hospital for Women and Children in London. Sie arbeitete sich bis zur leitenden Chirurgin hoch und war gleichzeitig am Royal Free Hospital in der Stadt tätig. Am Royal Free Hospital war sie 1895 die erste Frau, die den Posten des chirurgischen Registrars innehatte und auch als Anästhesistin tätig war. Ihre Tätigkeit als beratende Chirurgin am Royal Free Hospital begann im Jahr 1919 und endete mit ihrem Tod im Jahr 1925. Sie arbeitete auch im „Canning Town Women's Settlement Hospital“.
Während des Ersten Weltkriegs wurden viele der männlichen Chirurgen zu Auslandseinsätzen abkommandiert und Dr. Aldrich-Blake übernahm mehr Verantwortung für die Chirurgie und wurde beratende Chirurgin des Krankenhauses. Von 1914 bis 1916 verbrachte sie mehrere Urlaube mit der Unterstützung von Militärkrankenhäusern, u. a. in Frankreich mit Dr. Frances Ivens vom anglo-französischen Rotkreuzkrankenhaus und half als Gastchirurgin im „Women’s Army Auxiliary Corps“ Hospital aus. Von ihren Patienten wurde sie als „Madame la Générale“ bezeichnet. Außerdem verbrachte sie ihre Zeit damit, andere Frauen aus der Branche zu kontaktieren, um Freiwilligeneinheiten zu organisieren. Sie kontaktierte die im Medizinregister eingetragenen Ärztinnen und fragte sie, ob sie sich vorstellen könnten, sich freiwillig für das „Royal Army Medical Corps“ zu melden, woraufhin sich 48 von ihnen meldeten, von denen viele nach Malta geschickt wurden.
Aldrich-Blake war die erste, die Operationen bei Gebärmutterhals- und Enddarmkrebs durchführte. Sie führte die britischen Chirurgen bei der Übernahme der Wertheim-Operation bei Gebärmutterhalskrebs an. Sie fügte der Practitioner’s Encyclopedia of Midwifery and Diseases of Women einen Artikel mit dem Titel „Pain as a symptom of pelvic trouble“ (deutsch Schmerz als Symptom von Beckenbeschwerden) und einen Artikel über „Abdomino-perineal excision of the rectum by a new method“ (deutsch Abdomino-perineale Exzision des Rektums durch eine neue Methode) im British Medical Journal im Jahr 1903 hinzu. Im Jahr 1924 war sie Vizepräsidentin der Sektion für Geburtshilfe und Gynäkologie, die zur British Medical Association gehörte.

### Akademia
Aldrich-Blake widmete sich der Ausbildung von Studenten an ihrer Alma Mater, der London School of Medicine for Women (der heutigen University College London bzw. UCL Medical School). 1906 wurde sie Prodekanin und 1914 Dekanin der Schule. Aldrich-Blakes Ermutigung von Frauen, sich dem medizinischen Bereich anzuschließen, führte dazu, dass sich die Zahl der Studenten während des Ersten Weltkriegs fast verdoppelte.

## Tod und Nachlass
Aldrich-Blake starb am 28. Dezember 1925 im Alter von 60 Jahren in ihrem Haus in Welsh Bicknor an Krebs, nachdem sie sich in den Wochen zuvor mehreren Operationen unterzogen hatte. In der St. Pancras Church in London wurde am 1. Januar 1926 ihre Trauerfeier abgehalten und ihre Asche in ihr Haus zurückgebracht.

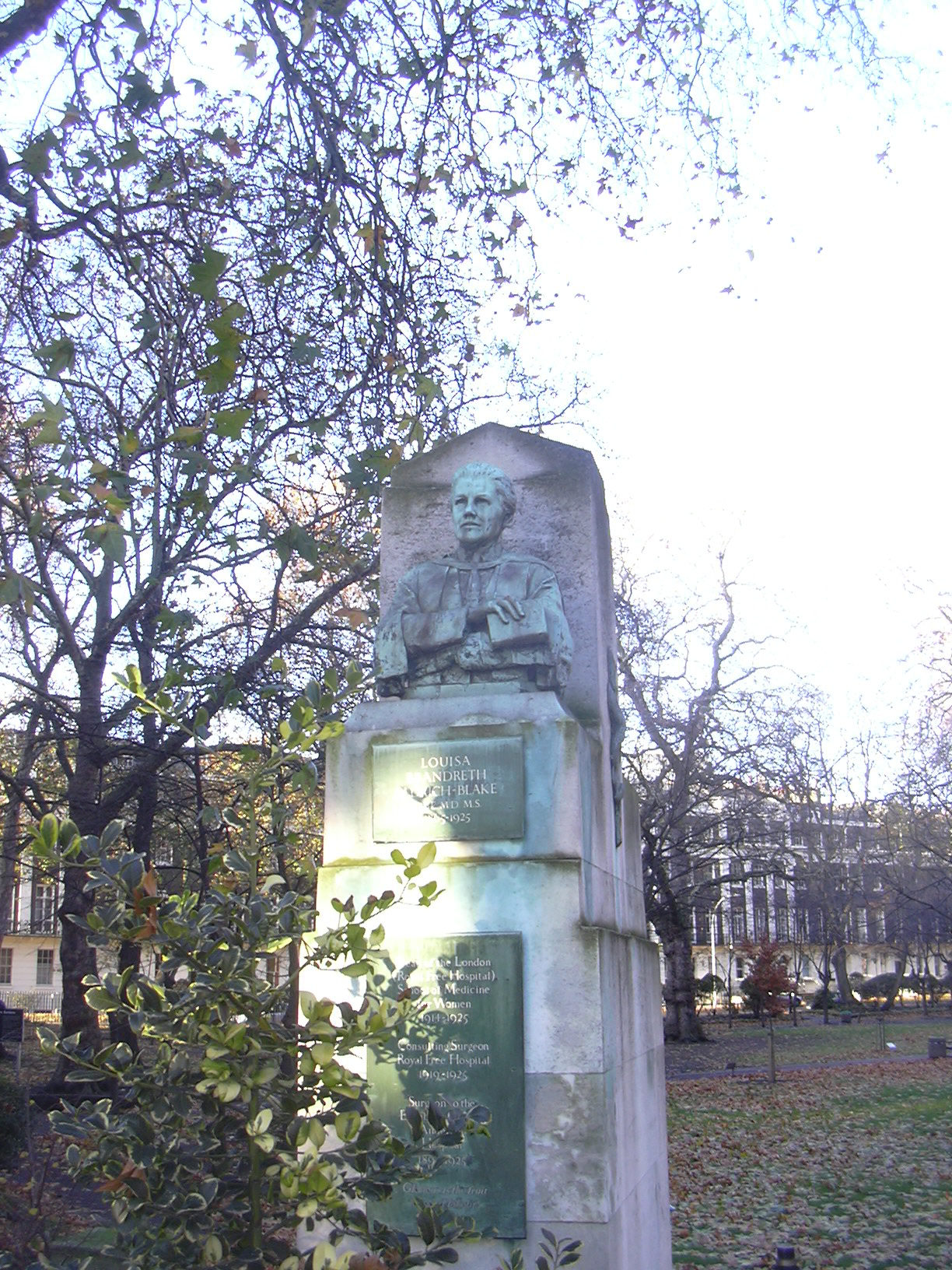
Denkmal am Tavistock Square

Die Sammlung Dame Louisa Brandreth Aldrich-Blake ist im Archivzentrum des Royal Free Hospital zugänglich. Eine Statue von ihr befindet sich am Tavistock Square in London.
Ihre Karriere wurde 2015 in einer Ausstellung hervorgehoben, die sich speziell auf ihre Tätigkeit im Ersten Weltkrieg bezog, wo sie an der Front operierte und andere Frauen ermutigte, sich dem Felddienst anzuschließen. Sie setzte sich auch dafür ein, dass das War Office Frauen die Möglichkeit gab, sich für das medizinische Personal zu melden.
Im Jahr 2019 wurde sie anlässlich ihres 154. Geburtstages mit einem Google Doodle für Großbritannien, Irland, Kanada, Australien, Neuseeland, Israel, Bulgarien, Schweden, Dänemark, Estland und Island gewürdigt.

## Auszeichnungen
Ein Jahr vor ihrem Tod wurde Aldrich-Blake bei den Neujahrsehrungen 1925 als Dame Commander des Order of the British Empire (DBE) geadelt.